# مدرسه علمیه رضویه
مدرسه علمیه رضویه یکی از مدارس حوزه علمیه قم است.

## معرفی
مدرسه علمیه رضویه از قدیمی‌ترین مدارس علمیه قم است که طبق اخبار موجود، علی بن موسی الرضا در سال ۲۰۰ هجری قمری در سفر به ایران، یک شب در این مکان توقف کرده و از چاه آن نیز آب برداشته که هنوز آن چاه موجود می‌باشد و هنوز برخی برای تبرک قدری از آب آنرا می‌برند و به این تناسب نام این مدرسه را رضویه نهاده‌اند.

## تاریخچه
تاریخ دقیق تأسیس این مدرسه مشخص نیست، اما با حروف ابجد روی سنگی که پشت درب مدرسه قرار دارد، تعمیر اولیه آن به چهارصد و پنجاه سال قبل بر می‌گردد. آن بنا ایوانی رفیع، مسجد و۲۴ حجره داشت که نیمی از آن بر اثر احداث خیابان از میان رفته و در حال حاضر، نیم طاقی بنا باقی مانده است. بازسازی دیگر توسط سید حسن صابونی در اوائل دولت ناصرالدین‌شاه انجام شده است و آب انباری نیز مقابل آن بنیاد ساخته است. چون ساختمان قدیم آن رو به خرابی می‌رفت بار دیگر در سال ۱۳۷۶ قمری از سوی سید حسین بروجردی تعمیر گردید و اینک مورد استفاده کامل محصلین علوم دینی است.

## کتابخانه
کتابخانه مدرسه رضویه قم
مدرسه رضویه از کهن‌ترین مدارس قم دارای کتابخانه‌ای قدیمی است که اکنون پیرامون دو هزار مجلد کتاب چاپی و یک صد نسخه خطی در آن گرد آمده است. نسخه‌های مخطوط این کتابخانه هر چند بیش تر کتاب‌های درسی طالبان علوم دینی و متون متداول ادبی و فقهی است لیکن در آن میان چند نسخه‌ای نیز دیده می‌شود.

## شاگردان
تعداد شاگردان و بزرگان محصل در این مدرسه مشخص در گستره تاریخ مشخص نیستند، اما در روزگار معاصر بزرگانی مانند  سید جواد ذاکر
سید مرتضی عسکری، سید محمد هاشم غضنفری خوانساری فرزند سید محمدتقی غضنفری،سیدحسین بدلا، محمد دشتی، مترجم نهج البلاغه،سید رضا بهاالدینی،سیدحسن خمینی و علی مشکینی از شاگردان این مدرسه بوده‌اند.